# Sonnenfinsternis vom 20. April 2023
Die hybride Sonnenfinsternis vom 20. April 2023 war nahezu während des gesamten Verlaufs total. Sie begann im Indischen Ozean und schon nach einigen Sekunden ringförmiger Phase reichte die Größe des Mondes aus, die Sonne vollständig zu bedecken. Der Kernschattenpfad verlief nördlich von Australien. Wenige Minuten vor dem Ende der Finsternis im Pazifik wurde sie wieder ringförmig. Die Totalitätsdauer von 1 Minute und 16 Sekunden ist für eine hybride Finsternis recht lang, sie war die längste hybride Finsternis des Saros-Zyklus 129. Allerdings war die vorausgegangene hybride Finsternis vom 3. November 2013 mit einer Totalitätsdauer von 1 Minute und 40 Sekunden noch deutlich länger.
Die partielle Phase der Finsternis konnte in einem Großteil Südostasiens, in ganz Australien, der Nordinsel Neuseelands sowie Mikronesien gesehen werden.

## Verlauf

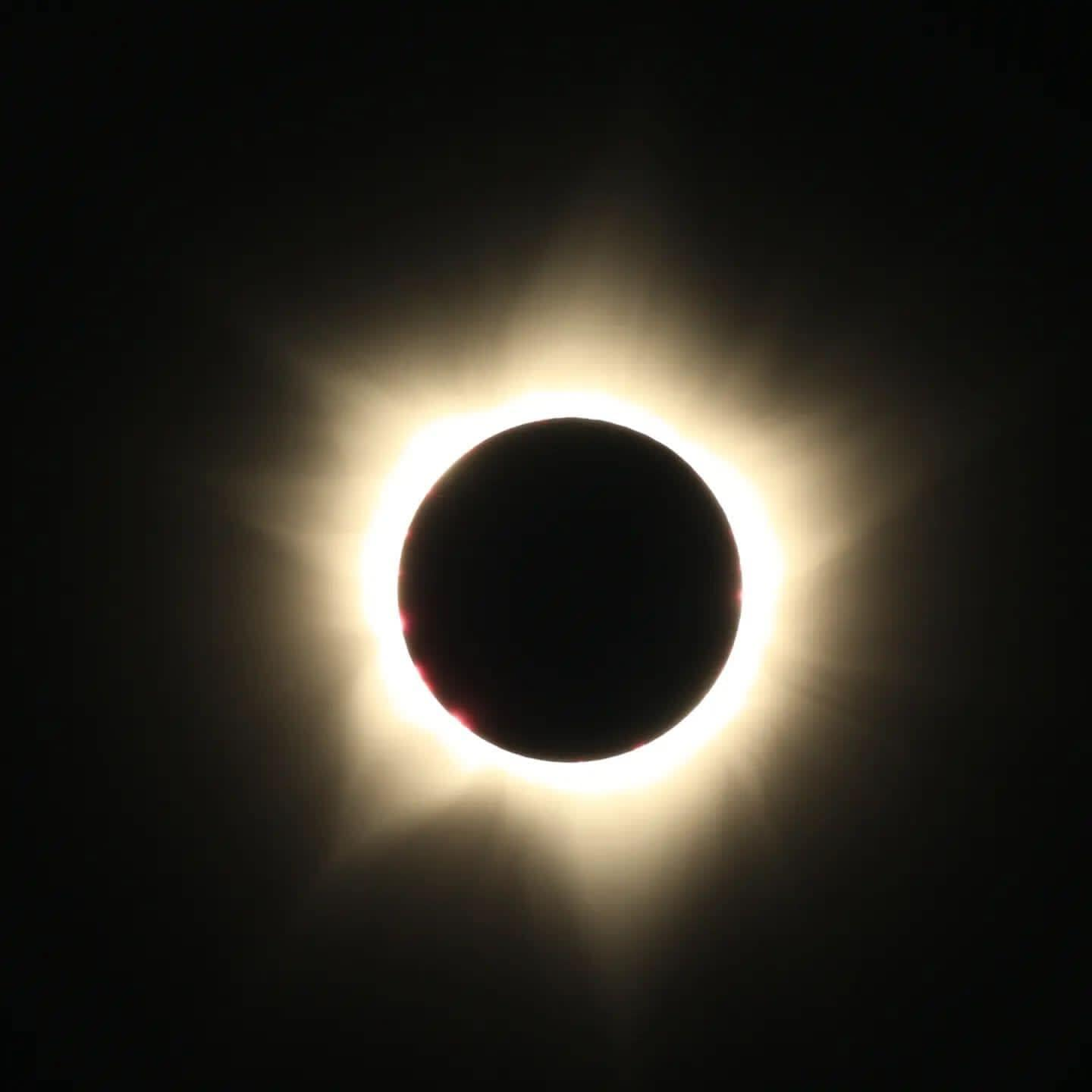
Die Sonnenfinsternis von Osttimor aus gesehen

Die Finsternis begann um 2:37 UT im südlichen Indischen Ozean etwa 300 Kilometer nordwestlich von Île Kerguelen, der Hauptinsel der Kerguelen. In einem ausgesprochen schmalen Korridor gab es zu Beginn der Finsternis für wenige Sekunden eine ringförmige Phase zu beobachten. Nachdem der Schatten etwa 500 Kilometer in nordöstlicher Richtung zurückgelegt hat, waren die scheinbaren Größen von Sonne und Mond exakt gleich, ab diesem Punkt war die Finsternis total, da die scheinbare Größe des Mondes im weiteren Verlauf der Finsternis bis zu deren Maximum weiter zunimmt.
Das erste Mal auf Land traf der Kernschatten ganz im Nordwesten Australiens auf der Halbinsel North West Cape, wo der Schattenpfad gerade so eben den australischen Kontinent berührte. In der Schattenzone lagen der Cape-Range-Nationalpark und die Stadt Exmouth, in der der Mond für etwa 54 Sekunden die Sonne total bedeckte. Anschließend verlief die Zentrallinie genau über Barrow Island, bevor der Kernschatten nordöstlich weiter über den Indischen Ozean zog. Kurz bevor der Kernschatten in Osttimor wieder Land erreichte, ereignete sich um 4:16 UT in der Timorsee das Maximum der Finsternis mit einer Totalität von 1 Minute und 16 Sekunden. In Osttimor lagen die Orte Beaco, Uato-Lari, Quelicai, Laga und Com in der Totalitätszone. Bei seinem weiteren Weg nordöstlich über die Bandasee traf der Kernschatten die indonesischen Inseln Kisar und Damar sowie später das zu den Watubela-Inseln zählende Kasiui. In der Sebakorbucht vor der Bomberai-Halbinsel erreichte der Kernschatten die Provinz Papua Barat im indonesischen Teil von Neuguinea. Über die Landenge, die die Halbinsel Vogelkopf mit der Neuguinea verbindet, erreichte der Kernschatten in der Cenderawasih-Bucht wieder das Meer. Die Inseln Yapen und Biak lagen in der Kernschattenzone, wobei der Hauptort letzterer Insel fast genau auf der Zentrallinie liegt und eine Totalität von 1 Minute und 4 Sekunden aufweist.
Kosrae im Zentralpazifik verfehlte der Kernschatten knapp südlich, mittlerweile hat sich die Richtung der Ausbreitung des Schattenkorridors von Nordost nach Ost geändert. Auch das Ebon-Atoll traf der Kernschatten nur beinahe, in diesem Fall streicht er nördlich vorbei. Etwa 250 Kilometer östlich ist die scheinbare Größe der Mondes wieder exakt so groß wie die der Sonne, so dass die Finsternis für die restlichen etwa 1000 Kilometer, bis sich die Schattenachse von der Erdoberfläche löste, wieder ringförmig war.

## Auswirkungen

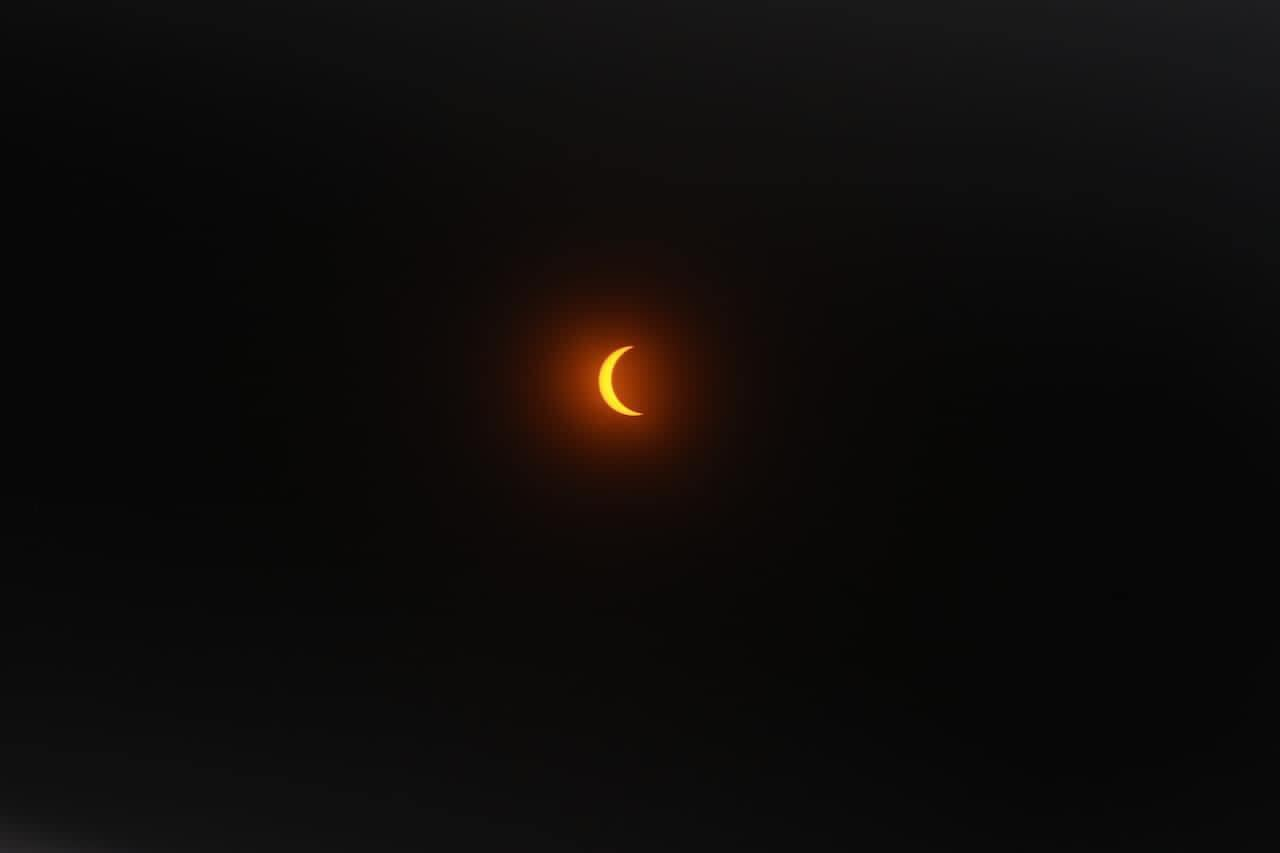
Teilverdeckte Sonne in Osttimor

Am 21. Mai 2023 fanden Parlamentswahlen in Osttimor statt. José Agostinho da Costa Belo, der Präsident der Nationalen Wahlkommission Osttimors, forderte die Parteien auf, am 20. April den Wahlkampf ruhen zu lassen, damit die Sonnenfinsternis den Wahlkampf nicht beeinflusst. Das Bildungsministerium entschied, dass die Kinder am 20. April schulfrei haben.